# Étienne Chartier
Étienne Chartier (1798-1853) est un prêtre et un professeur canadien.
Il est surtout connu pour avoir été impliqué dans la rébellion de 1837 et pour avoir dirigé le collège de Sainte-Anne-de-la-Pocatière.

## Biographie
Né à Saint-Pierre-de-la-Rivière-du-Sud, comté de Montmagny, le 26 décembre 1798, de Jean-Baptiste Chartier et de Geneviève Destroismaisons, il fit ses études à Québec au Séminaire de Québec. Il est reçu avocat en 1823 et fut ordonné prêtre le 28 décembre 1828. Vicaire à Saint-Gervais (1828-1829), il fut le premier directeur des élèves du collège de Sainte-Anne-de-la-Pocatière (1829-1831)
Il est successivement curé de Sainte-Martine-de-Châteauguay (aujourd'hui Sainte-Martine) (1831-1833), de Saint-Pierre-les-Becquets (1833-1834), avec desserte de Saint-Jean-Deschaillons (1833-1834), curé de Fraserville (1834-1835), de Saint-Benoît-des-Deux-Montagnes (1835-1837), avec desserte de Saint-Hermas (1836-1837). 
Impliqué dans les troubles politiques de 1837, il se réfugia dans le New Jersey où il desservit Madison (1837-1840), en Europe où il voyagea (1840-1842), dans l'Indiana où il fut supérieur du séminaire de Vincennes (1842-1844) et dans la Louisiane où il fut curé des Avoyelles (1844-1845) 
Curé de Mont-Saint-Grégoire (1845-1849), avec desserte de Sainte-Brigide-d'Iberville (1847-1849); curé de Sainte-Philomène-de-Châteauguay (aujourd'hui Mercier) (1849-1850), d'Arichat sur l'île du Cap-Breton (1850-1851), de Saint-Gilles (1852-1853). 
Il est décédé à Québec, le 6 juillet 1853. Il est inhumé à Saint-Gilles.